# 마고메달리 마고메도프
마고메달리 마고메도프(Магомедали Магомедов, 1930년 6월 15일 ~ 2022년 12월 4일)는 러시아의 정치인으로, 1991년부터 2006년까지 다게스탄 공화국의 대통령을 지냈다. 그의 아들인 마고메드살람 마고메도프는 2010년부터 2013년까지 다게스탄 공화국의 대통령을 지냈다.

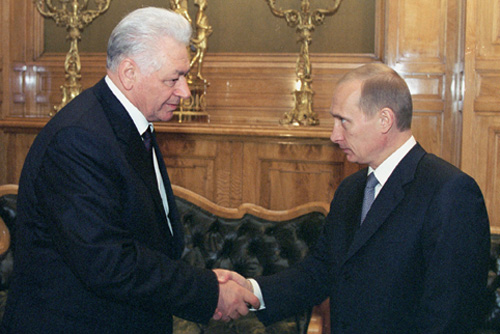
마고메달리 마고메도프, 푸틴 (2000년 6월)